# Polonesa-fantasía

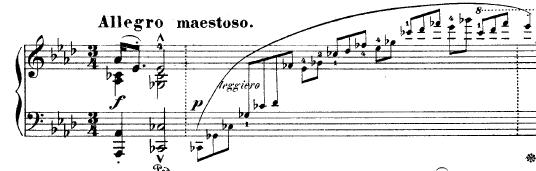
Inicio de la Polonaise-Fantaisie de Chopin.

La Polonesa-Fantasía, Op. 61 en La bemol mayor (Polonaise-Fantaisie en francés) es una pieza para piano solo compuesta por Fryderyk Chopin y publicada en el año 1846. La Polonaise-Fantaisie está dedicada a Madame A. Veyret ("à Mme. A. Veyret"). 
Esta Polonesa-Fantasía tardó en ganarse el reconocimiento de los músicos y de la crítica, debido a su complejidad armónica y a su forma musical intrincada. Arthur Hedley fue uno de los primeros críticos en hablar a su favor. En 1947 escribió que la pieza "trabaja en la imaginación del oyente con un poder de sugestión solamente igualado por la Fantasía en Fa menor o por la Balada n.º 4". Sin embargo, pianistas como Arthur Rubinstein, Claudio Arrau y Vladimir Horowitz ya habían incluido la Polonesa-Fantasía en sus programas desde hacía ya varias décadas. 
La obra está profundamente "en deuda" con las polonesas por su métrica, gran parte de su ritmo y por parte también de su carácter melódico, pero la fantasía es el modelo en el que se basa la forma de la pieza. Entre los paralelismos con la Fantasía en Fa menor, del Op. 49, se pueden encontrar la tonalidad principal de la pieza, La bemol mayor; la tonalidad de su parte central más lenta, Si mayor; y el motivo musical descendente de la cuarta parte. El tempo inicial es allegro maestoso, y en la sección central lenta se indica Più lento. Tiene una duración de unos trece minutos. 
La XVI edición (2010) del Concurso Internacional de Piano Frédéric Chopin tuvo un premio especial a la interpretación de esta polonesa.